# Märta Ankarswärd-Grönvall
Märta Regina Eleonora Grillo Ankarswärd-Grönvall, född Ankarswärd 15 juni 1890 i Sala, död 1967, var en svensk keramiker och keramiklärare. 

## Biografi
Ankarswärd-Grövall växte upp i Sala och under somrarna på Godegårds bruk tillhörigt mödernesläkten Grill. Hon studerade vid Högre konstindustriella skolan vid Tekniska skolan i Stockholm till 1915 och återkom 1926 som lärare och byggde då upp och ledde undervisningen i keramik och anordnade många studieresor till europeiska kulturstäder. Åren 1946–1956 var hon lärare i keramik vid den efterföljande Konstfackskolan.
Hon var anställd vid S:t Eriks Lervarufabriker i Uppsala från 1915 till 1930-talet och hade egen keramisk verkstad i Stockholm 1926–1964. Hon ställde ut tillsammans med Hildur Haggård på Stockholmsutställningen 1930.
Ankarswärd-Grönvall finns representerad bland annat på Nationalmuseum i Stockholm och Kulturen i Lund. Några av hennes verk finns i Godegård där hon också är begravd.